# Симеон Метафраст
Симео́н Метафра́ст  (греч. Συμεών Μεταφραστής; Симео́н Маги́стр, Симео́н Логофе́т) (вторая половина X века) — православный святой, византийский писатель, государственный деятель.

## Жизнеописание
Родился в Константинополе в знатной семье, получил прекрасное литературное и риторическое образование. Начал с должности секретаря (протасикрита); занимал видное место при дворе императоров Никифора II Фоки, Иоанна I Цимисхия и Василия II Болгаробойцы. Стал логофетом дрома; исполнял важные дипломатические поручения; спас город Фессалоники от истребления, которым угрожали этому городу арабы, убедив предводителя их взять за город денежный выкуп. К концу жизни был патрицием и магистром.
Причтён греческой церковью к лику святых (память 9 ноября по юлианскому календарю). Михаил Пселл около 1050 года составил его жизнеописание и церковную службу в честь его.

## Труды
Симеон Метафраст известен собранной им по поручению императора коллекцией житий святых (несколько сотен), причём он не ограничился одним собранием древних сказаний, а пересказал или переложил их; отсюда его название Метафраст (от греч. μεταφράζειν — пересказывать, перелагать). Жития Метафраста составляют три тома «Греческой патрологии». Кроме дополнений, внесенных Метафрастом от себя, ради «полноты и силы» повествования и красоты речи, Пселл находит в метафразах его и элемент исторической критики: он устранял из древних сказаний то, что было написано в них «несправедливого», а также «ошибки в словах», вообще все, что могло вызывать «насмешки и даже презрение» читателей.
Монфокон, на основании сличения метафраз Симеона с редакциями старых «житий», также находит, что Метафраст значительно улучшил первоначальный вид житий. Критика Метафраста весьма робка и скромна; в его метафразах много вполне легендарного, что у некоторых позднейших писателей житий, например у святителя Димитрия Ростовского, в его «Четьях минеях», оказывается более или менее устранённым. Во всех тех случаях, когда Метафрасту приходилось иметь дело с единственным сказанием о каком-либо святом, он сохранял его в подлинном изложении, хотя бы оно и не было достоверно, руководясь желанием оставить назидание и в жизнеописании малоизвестного святого. Он часто обращается к просопопее, влагая в уста исповедников и отшельников целые речи, иногда имеющие стереотипный характер. Число жизнеописаний, составленных Симеоном, доселе с точностью не определено. Алляций, сличавший их с древними подлинниками житий по рукописям Ватиканской библиотеки, насчитывает их 122. Из числа остальных, встречающихся с именем Метафраста, 444 жизнеописания и похвальных слова принадлежат другим известным лицам, а 95 — лицам неизвестным. Преосвященный Филарет Черниговский думает, что «многие» из последних были «исправляемы» Симеоном Метафрастом.
Кроме житий святых Симеон является автором канона преподобной Марии Египетской и канона на «плач Пресвятой Богородицы», читаемого на повечерии Великой Пятницы. Также ему принадлежат несколько молитв, читаемых в православии перед причащением и после него. Симеону также приписывается хроника, доведённая до 948 года.

## Сочинения Метафраста в Patrologia Graeca
- Жития святых, составленные Симеоном Метафрастом в Греческой патрологии

## Издания на русском языке
- Книга, называемая Раем. М.: Ронда, 2006. 411 с. ISBN 5-7877-0050-3 (избранные жития в пересказе инока Афанасия, перевод с новогреческого)